# Велики зигурат Ура
Велики зигурат Ура је грађевина у сумерском граду Ур у древној Месопотамији, данашњем Ираку близу Насирије јужно од Багдада. Зигурат је био посвећен Нани или Суен.
Грађевина представља велику степенасту платформу која је саграђена у 21. вијеку п. н. е. од стране краља Ур-Наме. У сумерска времена се звао Етеменигур. Данас, након 4000 година, зигурат је још увијек највећим дијелом сачуван, а делимично реконструисан као једини већи грађевински објект из времена Ура. 
Горња платформа је висока око 30 m, а доња дуга 64 и широка 46 m. Зигурат је представљао дио храмског комплекса за кога се вјеровало да у њему мјесечев бог, заштитник Ура, има своје земаљско боравиште. Храмови и олтари су били саграђени на врху. Сумерани су говорили како је зигурат служио као мост између неба и земље, односно да су богови долазили посјетити храм. Само свештеници и краљевски службеници су због тога имали пристип храму.  Изградњу храма је довршио краљ Шулги, који се прогласио богом.